# ユナイテッド航空175便テロ事件
ユナイテッド航空175便テロ事件（ユナイテッドこうくう175びんテロじけん、United Airlines Flight 175）とは、2001年9月11日にアメリカで起きたアメリカ同時多発テロ事件で、ハイジャックされたユナイテッド航空175便がニューヨークのワールドトレードセンター南棟の81階部分に突入し、爆発炎上した事件である。
被害に遭った旅客機は、ユナイテッド航空が所有するボーイング767－222（機体記号N612UA, 1983年製造）で、当日はUA175便として運用されていた。UA175便は離陸後、アルカイダのメンバーとされるテロリスト5人によってハイジャックされ、犯人らの意図的な操縦によりワールドトレードセンター南棟に突入、大破炎上した。日本ではUA175便を指し、「衝突した2機目の飛行機」という表現が多用される。
衝突から約1時間後、ワールドトレードセンター南棟は崩壊。死者数はUA175便と南棟だけで約700人となった。

## テロリスト
- マルワーン・アル＝シェッヒー（国籍：アラブ首長国連邦） - 操縦担当
- ファイヤーズ・バニーハンマード（国籍：アラブ首長国連邦）
- ムハンド・アル＝シャフリー（国籍：サウジアラビア）
- アフマド・アル＝ガームディー（国籍：サウジアラビア）

175便の航路

- ハムザ・アル＝ガームディー（国籍：サウジアラビア）

アフマド・アル＝ガームディーとハムザ・アル＝ガームディーは兄弟である（アフマドが兄、ハムザが弟）。

## 事件の概要
(時刻は全て現地時間)

### 離陸前
UA175便は、マサチューセッツ州ボストンにあるローガン国際空港を出発し、カリフォルニア州ロサンゼルスにあるロサンゼルス国際空港に到着する予定であった。
乗客56名・乗員9名の計65名（テロリスト5人含む）が搭乗し、UA175便は定刻から14分遅れの8時14分にローガン国際空港を出発した。

### 離陸後 - ハイジャック判明
UA175便は、航空管制からの問い掛けに応答しなくなっていたアメリカン航空11便（以下AA11便）からの不審な交信を拾う。その交信はアメリカン航空11便をハイジャックしたモハメド・アタ自身の肉声で「我々はハイジャックした。今から空港に引き返す。誰も動くな。動けばお前たちの命も飛行機も危険にさらすことになる。大人しく座ってろ!」というものであった。その後UA175便は視認したAA11便の位置を管制官に報告したが、8時42分を最後にUA175便の交信が途絶えた。
UA175便は、8時42分 - 8時46分の間にハイジャックされたとみられる。このときテロリストは棍棒、ナイフ、催涙神経ガススプレー、爆弾（爆発はさせなかった）を所持していたとされる。

### 針路変更からビル突入まで
最後の交信から数分後、UA175便は航空管制の許可を得ずに針路を変更した。8時46分にアメリカン航空11便（突入1機目）がワールドトレードセンター北棟に突入した。直後、UA175便がトランスポンダのコード（4桁からなる航空機識別番号）を変更する。しかしこの変更は管制官がアメリカン航空11便に気を取られていたため、気づかれなかった。
8時51分管制官はUA175便のトランスポンダコードが変更されていることに気づき、連絡しようとしたがUA175便からの応答はなかった。8時52分UA175便の客室乗務員がユナイテッド航空にハイジャックを通報。8時54分ユナイテッド航空はUA175便との交信を試みるが応答はなかったという。8時55分ニューヨーク航空管制センターはUA175便が既にハイジャックされている可能性があると判断した。
9時03分、UA175便は機体を傾けながらニューヨークのワールドトレードセンター南棟81階に時速約940km/hの高速で突入し、その影響で77 - 85階部分が大破・炎上した。機体は原形を留めず、大半がビル内に飲み込まれた。

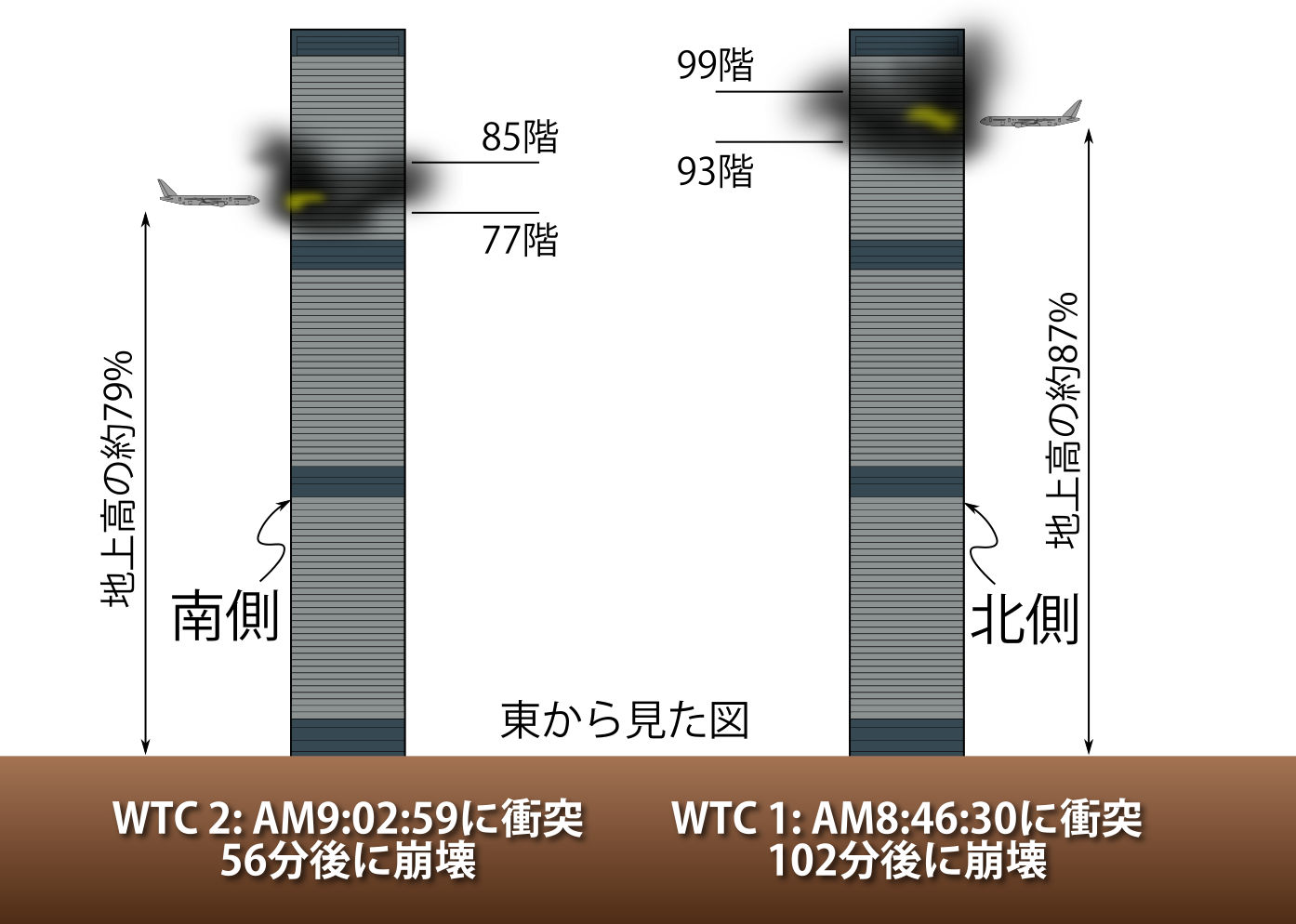
衝突場所を水平視点で見た図

既にAA11便の衝突により多くのカメラがワールドトレードセンターに向けられていたため、UA175便のビル突入の瞬間は複数のカメラにより記録され、映像が世界各国にリアルタイム配信された（この突入で、事故ではなく故意に、そして組織的に引き起こされた「事件」であることが認識された）。

### 被害状況
南棟は衝突による構造材の破壊とジェット燃料火災の高熱による鉄筋強度低下により、9時59分に崩壊した。
- 08時46分 WTC1（北棟）の北側 95階部分にAA11便（傾斜角度10度）が衝突、93 - 99階の範囲が破損。
- 09時03分 WTC2（南棟）の南側 81階部分にUA175便（傾斜角度45度）が衝突、77 - 85階の範囲が破損。WTC1(北棟)にAA11便が衝突した17分後。
- 09時59分 WTC2（南棟）が崩壊。衝突から56分後。
- 10時28分 WTC1（北棟）が崩壊。衝突から102分後。WTC2（南棟）崩壊から29分後

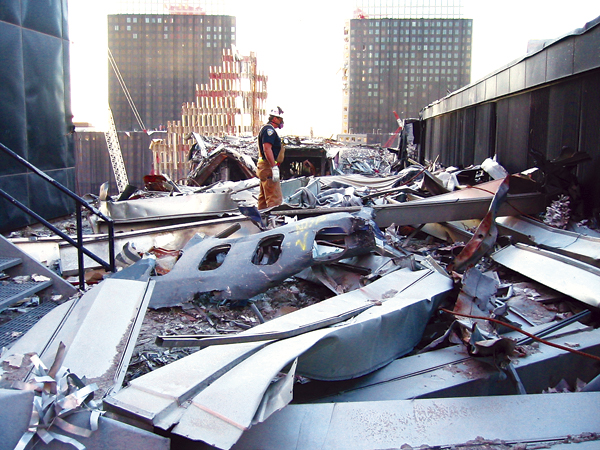
ビルの崩壊跡に残る175便の残骸

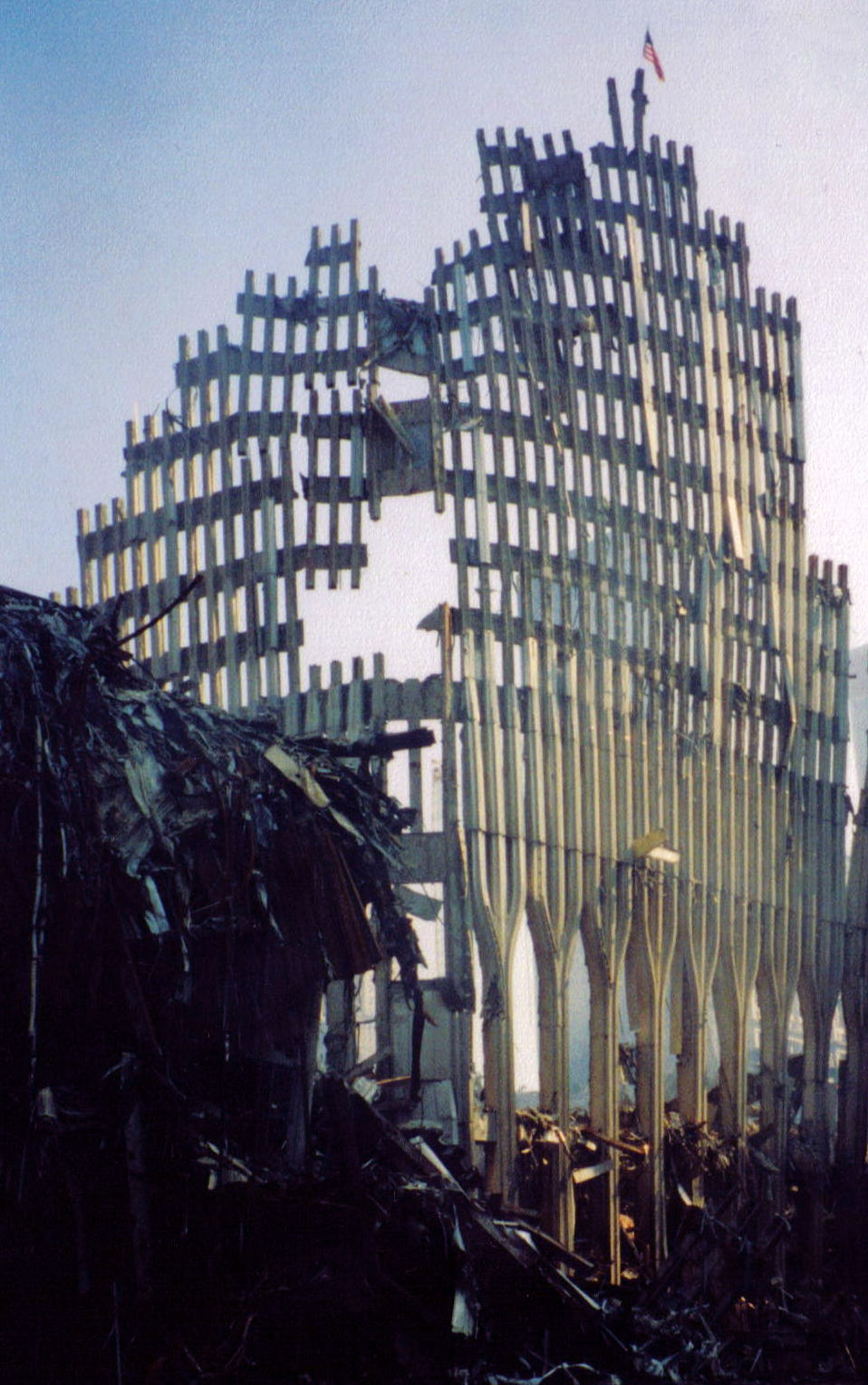
崩壊したワールドトレードセンター

## 乗客・乗員との連絡
ハイジャックされた直後、乗客2人が家族や知人に、また客室乗務員1人がユナイテッド航空のオフィスと携帯電話で連絡を取っていた。会話の内容は明確ではないが客室乗務員1人がナイフで刺され重体（「死亡」と言ったともされている）になったという。またパイロットではなくハイジャック犯が操縦しているとしか思えないような、酷い操縦だったという。

## 衝突階
北棟、南棟とも109階建である。
衝突階は81階であり、その影響によって大きな破損を受けたのが77～85階である。
その内78階はスカイロビー、79～82階は日本の富士銀行が占めていた。

## その他
ハイジャックされたユナイテッド航空175便は、ニュージーランド航空とコードシェア便として運航されていた（ニュージーランド航空のコードシェア便名は、NZ9051便）。
犠牲者の中にはエドモントン・オイラーズでスタンレーカップファイナルで2度優勝したガーネット・ベイリーが含まれた。